# Brad Finstad
Bradley Howard "Brad" Finstad, född 30 maj 1976 i New Ulm i Minnesota, är en amerikansk politiker (republikan). Han är ledamot av USA:s representanthus sedan 2022.
Finstad gick i skola i St. James High School i St. James i Minnesota och avlade kandidatexamen vid University of Minnesota.
Finstad vann fyllnadsvalet till USA:s representanthus i augusti 2022 som hölls efter att Jim Hagedorn hade avlidit i februari 2022.